# Culhuacán (métro de Mexico)
Culhuacán  est une station de la ligne 12 du métro de Mexico. Elle est située avenue Tlahuac, dans la division territoriale Iztapalapa, à Mexico au Mexique.
Elle est mise en service en 2012. Le trafic de la ligne est suspendu, jusqu'à nouvel ordre depuis l'accident survenu sur la ligne le 4 mai 2021.

## Situation sur le réseau

Plan du métro.

Établie en aérien, la station Culhuacán, de la ligne 12 du métro de Mexico, est située entre la station San Andrés Tomatlán, en direction du terminus est Tláhuac, et la station Atlalilco, en direction du terminus ouest Mixcoac,.
Elle dispose de deux voies et deux quais latéraux.

## Histoire
La station ouverte en 2012, doit son nom au pueblo de Culhuacán, l'un des seize du territoire d'Iztapalapa. L'icône de la station est le glyphe représentant Culhuacán, ce qui signifie « montagne effondrée avec en son centre une étoile », ou bien « Lieu de Culhuas ».
La station a été hors service du 12 mars 2014 au 27 octobre 2015, en raison des importants travaux d'entretien menés entre ces dates.